# Дашвейсалли
Дашвейсалли (азерб. Daş Veysəlli) — село в Джебраильском районе Азербайджана (административно-территориальная единица Минбашылы).

## Название
Ойконим состоит из компонентов «даш» (скала, камень) и Вейсалли (этнотопоним), что означает деревня Вейсалли, расположенная в каменистой, скалистой местности. Первая часть ойконима, наряду с определением рельефа местности, служит также для различения населённого пункта от села Гегерчин-Вейсалли.

## История
В годы Российской империи село Дашвейсалли входило в состав Джебраильского уезда Елизаветпольской губернии, а в советские годы — в состав Джебраильского района Азербайджанской ССР. В результате Первой карабахской войны в августе 1993 года село перешло под контроль армянских вооружённых сил.
20 октября 2020 года президент Азербайджана Ильхам Алиев объявил о возвращении села Дашвейсалли Джебраильского района под контроль ВС Азербайджана. В апреле 2021 года минобороны Азербайджана распространило видеорепортаж из разрушенного села.

## Экономика
До 1993 года основной отраслью хозяйства была животноводство.